# 任少卿 (西汉)
任安 （？—前91年），字少卿，以字行，滎陽人，西汉武帝时大臣。

## 生平
任少卿起初任職大将军卫青属吏，和同事田仁成為好友，但任少卿與田仁因為貧困，被卫青瞧不起。
有一次漢武帝想選侍衛，叫衛青推薦門客，衛青打算推薦十幾個富少，並請教少府趙禹，趙禹覺得他們只是有錢、沒有頭腦，認為那十幾個人都不行，在衛青府上召集全部門客一百多人親自面試，選出了田仁與任少卿。漢武帝召見後，很喜歡田仁與任少卿，於是任用了兩人當官，任少卿和司马迁長相友善，最後官至益州刺史。
征和二年（前91年），巫蠱之禍爆發，江充诬陷太子刘据以巫蠱詛咒皇帝，太子杀江充，和丞相刘屈氂在长安城中作战。担任北军使者的任安，任由太子矫命发兵。太子失败後，任少卿本來逃過追究，但因為任少卿曾經杖責一位北軍的小財務軍官，該財務官告發任安曾經接受太子調兵的符節，漢武帝怒以「坐观成败」之罪，對任安處以腰斩。
司马迁受汉武帝命为中书令之初，任少卿给司马迁写信，劝他身在中樞，應以「推贤进士」为务，其實就是希望司马迁出言相救。但司马迁自認被处以腐刑，無力救助，作《报任少卿书》對臨終的任少卿表明心跡。